# Vireo griseus
Vireo griseus é um pequeno pássaro comum no sueste da América do Norte e nas Caraíbas. Nidifica desde New Jersey para oeste até ao norte do Missouri e para sul até ao Texas e Florida, para além do leste do México, o norte da América Central, Cuba, Bermuda e as Bahamas. As populações da América Central, Caraíbas e das costas do Golfo do México são residentes permanentes, mas as populações do sueste da América do Norte são migradoras, deslocando-se para a região do Golfo do México durante o inverno.

## Referencias
- BirdLife International  (2004).     Vireo griseus (em inglês). IUCN   2006. Lista Vermelha de Espécies Ameaçadas da IUCN.   2006.   Página visitada em 12 de Maio de 2006.